# Isole Uškan'i
Le isole Uškan'i (in russo Ушканьи острова?; in buriato Ушкан аралнууд, Uškan aralnuud) sono un piccolo arcipelago situato nel lago Bajkal, in Russia. Amministrativamente appartengono al Barguzinskij rajon della Repubblica di Buriazia, nel Circondario federale dell'Estremo Oriente.

## Geografia

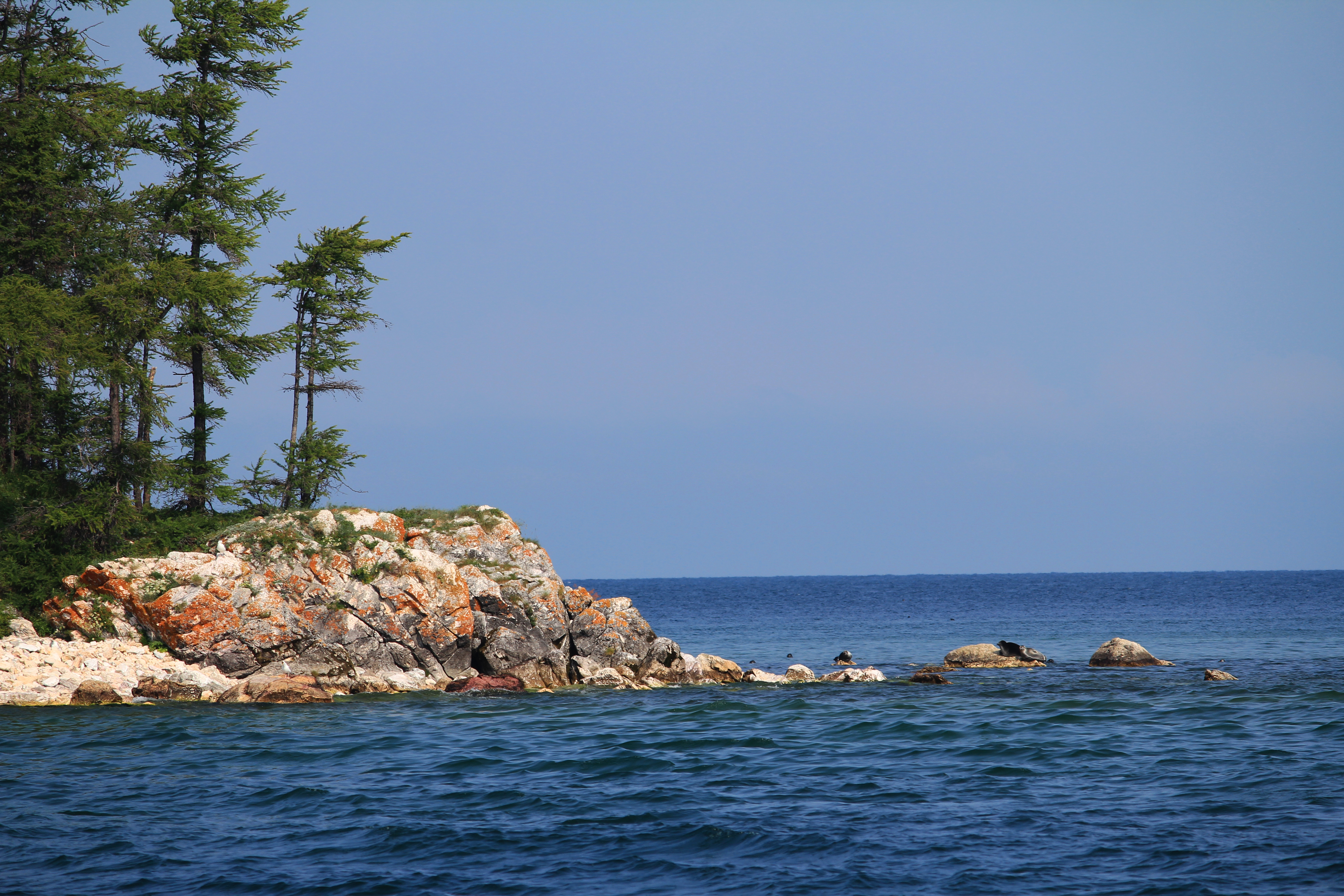

Il piccolo arcipelago con coste rocciose, che ha una superficie di 9,8 km², si trova nella parte centrale del lago, a nord-ovest della grande penisola Svjatoj Nos. Le isole fanno parte del Parco nazionale Zabajkal'skij (Забайкальский национальный парк). Le isole sono coperte da boschi di larici. Sulle rive trovano rifugio le foche del Baikal. Una grande colonia (fino a 2000 individui) si trova sulla costa occidentale dell'isola Tonkij.
L'arcipelago comprende 4 isole:
- Bol'šoj Uškanij (Большой Ушканий), l'isola maggiore, ha una lunghezza di 4,2 km, e una larghezza di 2,5 km, la sua superficie è di 9,4 km². L'altezza relativa al livello del lago Bajkal è di 215 m, mentre è di 671 m s.l.m. Sull'isola c'era l'unico insediamento dell'arcipelago: il villaggio Isole Uškan'i (посёлок Ушканьи Острова), disabitato dal 2010.
- Tonkij (Тонкий), ha una lunghezza di circa 1,2 km, e una larghezza di 0,5 km, la sua superficie è di 0,2 km².  L'altezza relativa al livello del lago Bajkal è di 17 m, mentre è di 474 m s.l.m.
- Dolgij (Долгий), ha una lunghezza di circa 0,5 km e una superficie è di circa 0,1 km². Dista 8 km dalla penisola Svjatoj Nos.
- Kruglyj (Круглый), con una lunghezza di circa 0,42 km, e una larghezza di 0,28 km, la sua superficie è di circa 0,1 km².